# Demish Gaye
Demish Gaye (Parrocchia di Manchester, 20 gennaio 1993) è un velocista giamaicano, vicecampione del mondo nella staffetta 4×400 metri a Doha 2019.

## Palmarès
| Anno | Manifestazione          | Sede       | Evento        | Risultato  | Prestazione | Note                                     |
| ---- | ----------------------- | ---------- | ------------- | ---------- | ----------- | ---------------------------------------- |
| 2016 | Mondiali indoor         | Portland   | 4×400 m       | 4º         | 3'06"02     | Miglior prestazione personale            |
| 2017 | World Relays            | Nassau     | 4×400 m       | Bronzo     | 3'02"86     | Miglior prestazione personale            |
| 2017 | Mondiali                | Londra     | 400 m piani   | 6º         | 45"04       |                                          |
| 2018 | Giochi del Commonwealth | Gold Coast | 400 m piani   | 6º         | 45"56       |                                          |
| 2018 | Giochi del Commonwealth | Gold Coast | 4×400 m       | Bronzo     | 3'01"97     | Miglior prestazione personale            |
| 2018 | Campionati NACAC        | Toronto    | 400 m piani   | Oro        | 45"47       |                                          |
| 2019 | World Relays            | Yokohama   | 4×400 m       | Argento    | 3'01"57     | Miglior prestazione personale stagionale |
| 2019 | Giochi panamericani     | Lima       | 400 m         | Argento    | 44"94       |                                          |
| 2019 | Mondiali                | Doha       | 400 m piani   | 4º         | 44"46       | Miglior prestazione personale            |
| 2019 | Mondiali                | Doha       | 4×400 m       | Argento    | 2'57"90     | Miglior prestazione personale            |
| 2021 | Giochi olimpici         | Tokyo      | 400 m piani   | Semifinale | 45"09       | Miglior prestazione personale stagionale |
| 2021 | Giochi olimpici         | Tokyo      | 4×400 m       | 6º         | 2'58"76     |                                          |
| 2022 | Mondiali                | Eugene     | 4×400 m mista | 5º         | 3'12"71     |                                          |
| 2022 | Campionati NACAC        | Freeport   | 4×400 m       | Argento    | 3'05"47     |                                          |
| 2022 | Campionati NACAC        | Freeport   | 4x400 m mista | Argento    | 3'14"08     |                                          |
| 2023 | Mondiali                | Budapest   | 4×400 m mista | Batteria   | 3'14"05     |                                          |
| 2024 | World Relays            | Nassau     | 4×400 m       | Batteria   | 3'02"46     |                                          |